# Tikal River
Tikal River är ett vattendrag i Guatemala.   Det ligger i departementet Petén, i den norra delen av landet, 400 km norr om huvudstaden Guatemala City.